# Tam tam Mayumbe
Tam tam Mayumbe è un film del 1955 diretto da Gian Gaspare Napolitano.

## Distribuzione
Il film viene sottoposto al controllo della censura: vengono eseguiti due tagli, ovvero due scene: degli indigeni che scuoiano un elefante e la scena di Madalena che si toglie il vestito e, in sottoveste, si infila nel letto dove l'attende Van Waerten.